# میکائیل گرانسکوگ
میکائیل گرانسکوگ (فنلاندی: Mikael Granskog؛ زادهٔ ۲۶ مارس ۱۹۶۱) بازیکن فوتبال اهل فنلاند بود.
از باشگاه‌هایی که در آن بازی کرده‌است می‌توان به باشگاه فوتبال نورشوپینگ اشاره کرد.
وی همچنین در تیم‌های ملی فوتبال زیر ۲۱ سال فنلاند و فنلاند بازی کرده‌است.